# 山西省人民代表大会
山西省人民代表大会（简称山西省人大）是中华人民共和国山西省地方国家权力机关，也是山西省最高立法机关。其常设机关常务委员会在山西省人民代表大会闭会期间代为行使其大部分职权。

## 历史沿革
1949年至1954年间，由于中华人民共和国建国初实行普选的条件还不具备，山西省未设置地方国家权力机关。1950年3月12日至26日，山西省第一届各界人民代表会议在太原召开，代行山西省人民代表大会职权，选出山西省人民政府主席及委员会委员。
1954年初，山西省完成了建国后的第一次普选。1954年8月2日至11日，山西省第一届人民代表大会第一次会议在太原召开，出席会议的代表共315人。这标志着山西省地方国家权力机关的正式成立。当时，人民代表大会未设置常设机关，在休会期间，由人民委员会行使这些职权。
1966年至1977年的文化大革命时期，山西省人民代表大会停止运作，其职权被山西省革命委员会取代。1977年底，山西省第五届人民代表大会第一次会议在太原召开，正式恢复人民代表大会活动。1979年12月20日至12月25日，山西省第五届人民代表大会第二次会议召开，选举产生常务委员会。

## 主要职权
- 地方立法权
- 监督权
- 选举任免权
- 重大事项决定权

## 组织机构
山西省人民代表大会的组织系统由主席团、各专门委员会和常务委员会组成。主席团执行主席主持省人大会议和主席团会议。

### 主席团
山西省人大会议每次举行时，选举主席若干人组成主席团，主持会议工作。主席团成员互推若干人为常务主席，主持会议日常事务。省人民代表大会设秘书长一人，副秘书长若干人。秘书长由主席团提名，大会通过。副秘书长由主席团决定。秘书长领导秘书处工作，负责会议事务。
根据《中华人民共和国地方各级人民代表大会和地方各级人民政府组织法》第十三条，山西省人民代表大会每次会议举行预备会议，选举本次会议的主席团和秘书长，通过本次会议的议程和其他准备事项的决定。根据第十五条的规定，主席团在山西省人民代表大会闭会期间，每年选择若干社会普遍关注的问题，安排代表听取和讨论山西省人民政府的专项工作报告，对法律、法规实施情况进行检查，开展视察、调研等活动；听取和反映代表和群众对政府工作的建议、批评和意见。

### 专门委员会
专门委员会受山西省人民代表大会领导；在大会闭会期间，受山西省人民代表大会常务委员会领导。各专门委员会在省人民代表大会和省人大常委会领导下，研究、审议和拟定有关议案；对属于省人民代表大会和省人大常委会职权范围内同本委员会有关的问题，进行调查研究，提出建议。
山西省第十四届人民代表大会设有以下专门委员会：
- 法制委员会
- 内务司法委员会（2019年1月更名为监察和司法委员会）
- 财政经济委员会
- 社会建设委员会（2019年1月设立）

### 常务委员会
山西省人民代表大会常务委员会是山西省人民代表大会的常设机关，对山西省人民代表大会负责并报告工作，每两个月至少召开一次会议。

### 代表团
山西省人民代表大会代表按照选举单位组成代表团。各代表团分别推选代表团团长、副团长。山西省下辖各地级市都设立有代表团，另有解放军、武警驻晋部队代表团。
山西省第十四届人民代表大会共有12个代表团，共计549人（2023年1月）：
- 太原代表团（72人）
- 大同代表团（51人）
- 朔州代表团（25人）
- 忻州代表团（43人）
- 吕梁代表团（61人）
- 晋中代表团（48人）
- 阳泉代表团（24人）
- 长治代表团（45人）
- 晋城代表团（33人）
- 临汾代表团（60人）
- 运城代表团（69人）
- 解放军代表团（18人）

## 会议
山西省人民代表大会的运作主要依照《中华人民共和国宪法》、《中华人民共和国地方各级人民代表大会和地方各级人民政府组织法》、《中华人民共和国全国人民代表大会和地方各级人民代表大会选举法》等法律规定。同时，山西省人民代表大会结合实践经验，在上述法律基础上制定有《山西省人民代表大会议事规则》（2004年2月19日山西省第十届人民代表大会第二次会议通过）。
山西省人民代表大会会议每年至少举行一次。经过五分之一以上代表提议，可以临时召集本级人民代表大会会议。省人民代表大会会议必须在有三分之二以上的代表出席时，方能举行。

### 会议议程
会议议程主要包括：听取和审查山西省人民政府、山西省人大常委会、山西省高级人民法院、山西省人民检察院工作报告；审查和批准山西省年度发展计划；审查和批准山西省去年预算执行情况和今年度预算草案；审议各项决议草案；选举等。
会议日程主要包括：代表团全体会议、大会预备会议、若干次全体会议、小组会议、闭幕会（宪法宣誓仪式）等。
预备会议的主要任务为选举主席团，决定秘书长等成员名单及议程。时间一般为半天。

### 历次会议
| 届次     | 会议                           | 召开时间                       | 出席会议代表人数               |
| -------- | ------------------------------ | ------------------------------ | ------------------------------ |
| 第一届   | 第一次会议                     | 1954年8月2日至8月11日          | 315人                          |
| 第一届   | 第二次会议                     | 1955年2月5日至2月9日           |                                |
| 第一届   | 第三次会议                     |                                |                                |
| 第一届   | 第四次会议                     |                                |                                |
| 第一届   | 第五次会议                     |                                |                                |
| 第二届   | 第一次会议                     |                                |                                |
| 第二届   | 第二次会议                     |                                |                                |
| 第二届   | 第三次会议                     |                                |                                |
| 第二届   | 第四次会议                     |                                |                                |
| 第三届   | 第一次会议                     | 1964年10月6日至13日            | 470人                          |
| 第三届   | 第二次会议                     | 1965年12月10日至14日           |                                |
| 第四届   | 山西省革命委员会（文化大革命） | 山西省革命委员会（文化大革命） | 山西省革命委员会（文化大革命） |
| 第五届   | 第一次会议                     |                                |                                |
| 第五届   | 第二次会议                     | 1979年12月20日至12月25日       |                                |
| 第五届   | 第三次会议                     | 1980年12月18日至12月24日       |                                |
| 第五届   | 第四次会议                     | 1981年12月21日至12月27日       |                                |
| 第五届   | 第五次会议                     | 1982年12月22日至12月28日       |                                |
| 第六届   | 第一次会议                     | 1983年4月23日至4月29日         |                                |
| 第六届   | 第二次会议                     | 1984年4月21日至4月28日         |                                |
| 第六届   | 第三次会议                     | 1985年5月5日至5月14日          |                                |
| 第六届   | 第四次会议                     | 1986年5月7日至5月16日          |                                |
| 第六届   | 第五次会议                     | 1987年3月9日至3月15日          |                                |
| 第七届   | 第一次会议                     | 1988年1月20日至2月2日          |                                |
| 第七届   | 第二次会议                     | 1989年4月12日至4月20日         |                                |
| 第七届   | 第三次会议                     | 1990年3月3日至3月10日          |                                |
| 第七届   | 第四次会议                     | 1991年3月10日至3月18日         |                                |
| 第七届   | 第五次会议                     | 1992年3月8日至3月14日          |                                |
| 第八届   | 第一次会议                     | 1993年1月6日至1月17日          |                                |
| 第八届   | 第二次会议                     | 1994年2月24日至3月4日          |                                |
| 第八届   | 第三次会议                     | 1995年2月19日至2月27日         |                                |
| 第八届   | 第四次会议                     | 1996年3月31日至4月9日          |                                |
| 第八届   | 第五次会议                     | 1997年3月31日至4月7日          |                                |
| 第九届   | 第一次会议                     | 1998年1月8日至1月20日          |                                |
| 第九届   | 第二次会议                     | 1999年3月29日至4月6日          |                                |
| 第九届   | 第三次会议                     | 2000年1月21日至1月28日         |                                |
| 第九届   | 第四次会议                     | 2001年2月14日至2月23日         |                                |
| 第九届   | 第五次会议                     | 2002年1月23日至1月30日         |                                |
| 第十届   | 第一次会议                     | 2003年1月10日至1月19日         |                                |
| 第十届   | 第二次会议                     | 2004年2月12日至2月19日         |                                |
| 第十届   | 第三次会议                     | 2005年1月22日至1月27日         |                                |
| 第十届   | 第四次会议                     | 2006年1月9日至1月15日          |                                |
| 第十届   | 第五次会议                     | 2007年1月29日至2月3日          |                                |
| 第十一届 | 第一次会议                     | 2008年1月16日至1月23日         |                                |
| 第十一届 | 第二次会议                     | 2009年1月11日至1月16日         |                                |
| 第十一届 | 第三次会议                     | 2010年1月26日至1月31日         | 524人                          |
| 第十一届 | 第四次会议                     | 2010年7月29日                  | 529人                          |
| 第十一届 | 第五次会议                     | 2011年1月19日至1月24日         | 522人                          |
| 第十一届 | 第六次会议                     | 2012年1月11日至1月15日         | 517人                          |
| 第十二届 | 第一次会议                     | 2013年1月23日至1月30日         | 543人                          |
| 第十二届 | 第二次会议                     | 2014年1月18日至1月23日         | 527人                          |
| 第十二届 | 第三次会议                     | 2014年9月29日                  | 507人                          |
| 第十二届 | 第四次会议                     | 2015年1月28日至2月1日          |                                |
| 第十二届 | 第五次会议                     | 2016年1月27日至1月31日         |                                |
| 第十二届 | 第六次会议                     | 2016年11月28日                 |                                |
| 第十二届 | 第七次会议                     | 2017年1月14日至1月18日         | 522人                          |
| 第十三届 | 第一次会议                     | 2018年1月25日至1月31日         | 542人                          |
| 第十三届 | 第二次会议                     | 2019年1月26日至1月30日         | 537人                          |
| 第十三届 | 第三次会议                     | 2020年1月13日至1月18日         | 528人                          |
| 第十三届 | 第四次会议                     | 2021年1月20日至1月23日         |                                |
| 第十三届 | 第五次会议                     | 2021年6月24日至6月25日         |                                |
| 第十三届 | 第六次会议                     | 2022年1月20日至1月23日         | 505人                          |
| 第十四届 | 第一次会议                     | 2023年1月12日至1月16日         | 515人                          |
| 第十四届 |                                |                                |                                |